# Pragerova a Loudova vila
Pragerova a Loudova vila je vlastní rodinná vila architektů, která stojí v Praze 4-Braníku v ulici Nad lomem.

## Historie
Roku 1968 postavil architekt Karel Prager v horní části severozápadního svahu Dobešky vlastní vilu ve tvaru kostky s plochou střechou. O deset let později přistavěl architekt Jan Louda, zeť Karla Pragera, v prostoru střechy nadstavbu v podobě rozpůleného kovového válce, původem konstrukce senážní věže.

## Popis
Dvougenerační vila s výhledem na Prahu měla původně tvar sevřené kostky a byla obložená keramickým obkladem. Její boční strany měly hladké plochy oken bez vnitřního členění. V domě byly dva velké byty v každém podlaží. Spodní podlaží navazovalo na úroveň terénu a s horním bylo spojeno vnějšími schody. Zahradní parter domu fungoval jako společný obývací prostor.
Nadstavba vznikla položením rozpůleného kovového válce na původní střechu domu. Tato kovová klenba (dům na domě) obsahuje další dvě obytná podlaží.
V roce 2007 vila změnila majitele.